# الدوري الأردني 1987
إحصائيات الدوري الأردني في موسم 1987.

## نظرة عامة
فاز نادي الوحدات بالبطولة.

## وصلات خارجية
- موقع الاتحاد الأردني لكرة القدم